# Вольта, Орнелла
Орне́лла Во́льта (итал. Ornella Volta, урожд. Орне́лла Люча́на Ва́сио итал. Ornella Luciana Vasio; 1 января 1927, Триест — 16 августа 2020, Париж) — французский музыковед, историк искусства, эссеист, радиоведущая и переводчик, автор фундаментальных и популярных публикаций о жизни и творчестве Эрика Сати.

## Биография
Журналист и писатель с учёной степенью в области кинематографа, Орнелла Вольта переехала в Париж в 1957 году. Свою фамилию она взяла от мужа, известного фотографа Пабло Вольта, тоже итальянца. После окончания средней школы в Милане хотела стать архитектором и год училась в Политехническом институте. Однако отец был против выбора дочери, считая эту профессию не женской. Сотрудничала с несколькими известными кинорежиссёрами в качестве ассистента. В частности, Орнеллу Вольту связывала дружба с Федерико Феллини, у которого она работала во время съёмок и монтажа фильма «Клоуны» (1970). В зоне её ответственности находились связи с цирковыми организациями, а также перевод и французская версия диалогов. Она также была помощником режиссёра Луиджи Коменчини во время съёмок фильма «Римская красавица» (1955).
В 1960-х Орнелла Вольта опубликовала несколько своих книг, написанных в жанре фэнтези: «Вампиры среди нас» (1960 г.), «Вампир» (1962 г.), «Франкенштейн и компания» (1965 г.). Дружба с Феллини как раз и началась с вампиров. Узнав в 1967 году от своего сценариста Бернардино Дзаппони, что автор этих книг приехала в Рим, Феллини сразу заявил: «Орнелла Вольта? Вампиролог? Я хочу её знать!»
Как эссеист и колумнист Орнелла Вольта сотрудничала со многими журналами, включая Vogue, Quindici, Il Delatore.
Наибольшую известность Орнелла Вольта получила к концу 1970-х годов в качестве крупнейшего («главного» в Европе) специалиста по истории жизни и творчества Эрика Сати. В 1981 году она создала Фонд Эрика Сати, расположенный по адресу её парижского дома. За свой крупнейший труд «Эрик Сати. Переписка почти полная», выпущенный издательством «Фаяр» в 2000 году, Орнелла Вольта получила литературную Премию Севинье (имени маркизы Севинье) за 2001 год. В 2002 году она была удостоена звания почётного гражданина Сан-Сперате за «выдающиеся достижения в области культурного и архивного дела». 
Спустя двадцать лет работы, в 2000 году Орнелла Вольта передала все важнейшие архивы своего фонда Эрика Сати в дар Национальному архиву, который, в свою очередь, отправил их на оперативное хранение в Институт архивов современного издательства. Начиная с 2003 года IMEC на основе этого архива организует многочисленные выставки, связанные с Эриком Сати и участвует в открытии музеев, посвященных его имени: дома Сати в Онфлёре, открытого в 1998 году, и «Музея-шкафа Эрика Сати», воспроизводящего комнату композитора по его последнему адресу на Монмартре, улица Корто дом 6. Этот «самый маленький музей в мире» площадью 3 квадратных метра был закрыт в 2008 г. из-за финансовых проблем.

## Публикации
- Erik Satie. Ecrits. Reunis par Ornella Volta. — Paris: Champ libre[фр.], 1977.
- Ornella Volta, Erik Satie. — Paris, Seghers, 1979, 160 p. (collection Seghers/Humour)
- Ornella Volta, L’Ymagier d'Erik Satie. — Paris, Francis van de Velde, 1979, 124 p.
- Erik Satie, Quaderni di un mammifero (Записки млекопитающего). A cura di Ornella Volta. — Biblioteca Adelphi, 1980, 343 p.
- Ornella Volta. A la recherche d’un fantôme: Paul et Virginie d’Erik Satie. — Paris, Revue internationale de musique française, (29) juin 1989, p. 47-70.
- Ornella Volta, Satie et la danse. — Paris, Plume, 1992, 206 p.
- Ornella Volta, Satie/Cocteau : les malentendus d'une entente. — Paris, Le Castor astral, 1993, 176 p.
- Ornella Volta, Erik Satie. — Paris, Hazan, 1997, 197 p.
- Erik Satie, Le Piège de Méduse, présentation d’Ornella Volta, orchestre des Concerts Lamoureux, direction : Aldo Ciccolini, avec Mady Mesplé, Nicolaï Gedda, Gabriel Bacquier, livre-CD. — Paris, Le Castor astral, 1998, 78 p. (+ disque compact)
- Ornella Volta, La banlieue d’Erik Satie. — Paris, Macadam & Cie, 1999, 112 p.
- Ornella Volta, Erik Satie, Correspondance presque complète, Réunie et présentée par Ornella Volta. — Рaris: Fayard; IMEC[фр.], 2000, 1242 p.
- Ornella Volta, Brèves rencontres avec André Breton, avec vingt-deux photographies de Pablo Volta. — Paris, Editions du Placard, 2003, 22 p.